# Paliano
Paliano è un comune italiano di 7 846 abitanti della provincia di Frosinone nel Lazio.

## Geografia fisica

### Clima
- Classificazione climatica: zona D, 1984 GR/G

Secondo la classificazione dei climi di Köppen, l'area gode di un clima mediterraneo temperato caldo. Gli inverni sono miti e piovosi alternati a rapidi e intensi picchi di freddo senza che si raggiungano, normalmente, temperature eccessivamente basse. L'estate è calda e siccitosa. La calura pomeridiana è talvolta interrotta da temporali benché si noti una leggera diminuzione di eventi temporaleschi nell'ultimo decennio rispetto al passato.
La media delle precipitazioni annuali si aggira intorno ai 1000 mm.
Il limite massimo per l'accensione degli impianti di riscaldamento è fissato a dodici ore giornaliere dal 1º novembre al 15 aprile, a meno che situazioni climatiche particolari non ne giustifichino l'uso in altri periodi dell'anno

## Storia
Fin dal VI secolo gli atti ricordano la cittadina che nel XV secolo divenne possesso feudale dei Colonna, prima come ducato e poi come principato; assieme a Palestrina, Genazzano e, più tardi Marino, ne fu uno dei centri di potere sull'Agro, tanto che un ramo della famiglia ha preso il nome di ramo di Paliano.

## Monumenti e luoghi d'interesse
- Collegiata di Sant'Andrea Apostolo, con sepolture della famiglia Colonna
- Fortezza: sorge su un colle tufaceo fortificato già in tempi antichi. Nel periodo compreso tra il 1554 e il 1559, Marcantonio Colonna avvia una serie di lavori di adeguamento della rocca di Paliano, organizzando intorno alla torre: baluardi idonei alle artiglierie, fossati, mura, ponti levatoi e terrapieni. Una volta concluse le strutture principali, per volontà di Marcantonio Colonna tornato vincitore dalla Battaglia di Lepanto, alcuni ambienti interni del nuovo edificio fortificato furono decorati con un ciclo di affreschi che raffigurano: il trionfale ingresso di Marcantonio a Roma dopo l'impresa e il  Palazzo Rospigliosi (feudo della famiglia Colonna) con accanto due stemmi, la colonna della famiglia dominante e lo stemma degli Orsini. Merito di tale progetto fu del senese Tiburzio Spannocchi, nella veste di direttore pittorico, insieme a Paolo Veneziano da Tagliacozzo. Nel 1844, la fortezza fu donata dai Colonna a Papa Gregorio XVI e fu adibita, dopo lavori di adattamento, a casa penale. Alla fine degli anni ’70, è stata trasformata in un carcere di massima sicurezza e per questo sono state eseguite nuove opere adatte a tale funzione come l'innalzamento di alte pareti in cemento armato e nuovi edifici nelle corti interne. Tutto ciò ha fortemente alterato l’architettura originaria. Nel 2017, Papa Francesco ha visitato il carcere per il rito della lavanda dei piedi a dodici detenuti.[4][5][6]
- Palazzo Colonna[7], tuttora dei Principi della famiglia Colonna
- Palestra comunale: realizzata negli anni '70 su progetto di Massimiliano Fuksas, è l'opera che per la prima volta gli valse l'attenzione internazionale con la pubblicazione sulla nota rivista francese Architecture d'Aujourd'hui[8][9][10].

### Aree naturali
- Riserva naturale de La Selva; un parco ideato e fondato dal principe Antonello Ruffo di Calabria. Negli anni della sua gestione, il parco ospitava decine di specie animali: dallo struzzo al fenicottero rosa, solo per citare alcuni esempi. Dopo sette lunghi anni di stop, dovuti al fallimento economico e alle condizioni del territorio non favorevoli, il parco aveva riaperto i battenti il primo maggio 2010, con una serie di eventi che preparano l'apertura definitiva di settembre, grazie alla trasformazione del parco in un Monumento Naturale. Attualmente chiuso al pubblico per motivi burocratici

## Società

### Evoluzione demografica
Abitanti censiti

## Cultura

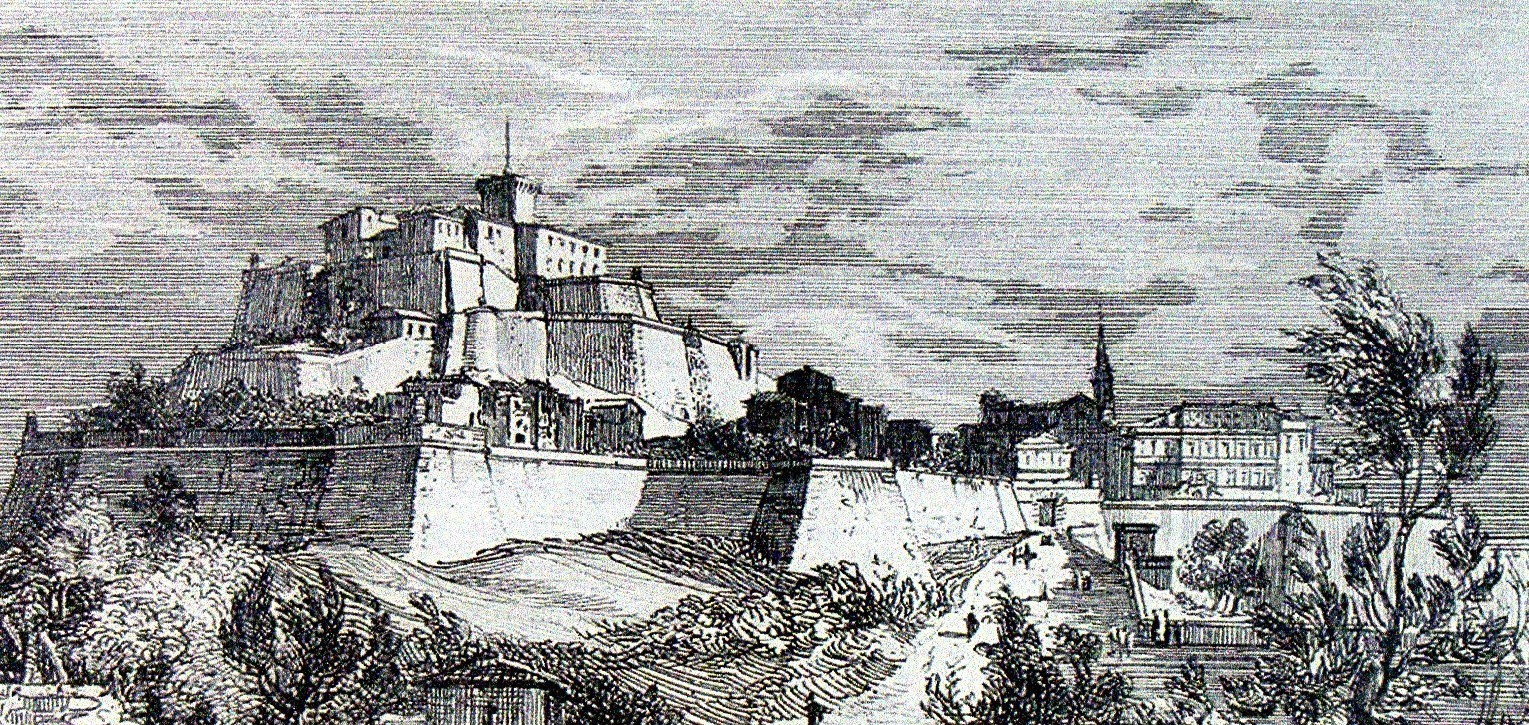
La fortezza nel XIX secolo

### Folclore
- Il Palio e Corteo Storico dell'Assunta si tiene annualmente nei giorni di Ferragosto.[12]

### Cucina
- Vini della Denominazione di Origine Controllata e Garantita Cesanese del Piglio DOCG, prodotti nel territorio comunale, e in quelli limitrofi.

### Media

#### Stampa
- Portafurba, principale giornale diffuso a Paliano[senza fonte], a carattere gratuito o a pagamento.

## Economia
Di seguito la tabella storica elaborata dall'Istat a tema Unità locali, intesa come numero di imprese attive, ed addetti, intesi come numero di addetti delle imprese locali attive (valori medi annui).
|           | 2015                  |                              |                            |                |                       |                     | 2014                  |                | 2013                  |                |
| --------- | --------------------- | ---------------------------- | -------------------------- | -------------- | --------------------- | ------------------- | --------------------- | -------------- | --------------------- | -------------- |
|           | Numero imprese attive | % Provinciale Imprese attive | % Regionale Imprese attive | Numero addetti | % Provinciale Addetti | % Regionale Addetti | Numero imprese attive | Numero addetti | Numero imprese attive | Numero addetti |
| Paliano   | 502                   | 1,49%                        | 0,11%                      | 1.452          | 1,36%                 | 0,09%               | 504                   | 1.532          | 531                   | 1.714          |
| Frosinone | 33.605                |                              | 7,38%                      | 106.578        |                       | 6,92%               | 34.015                | 107.546        | 35.081                | 111.529        |
| Lazio     | 455.591               |                              |                            | 1.539.359      |                       |                     | 457.686               | 1.510.459      | 464.094               | 1.525.471      |

Nel 2015 le 502 imprese operanti nel territorio comunale, che rappresentavano l'1,49% del totale provinciale (33.605 imprese attive), hanno occupato 1.452 addetti, l'1,36% del dato provinciale; in media, ogni impresa nel 2015 ha occupato poco meno di tre addetti (2,89).

## Infrastrutture e trasporti
Nel territorio comunale è presente la stazione di Colleferro-Segni-Paliano della ferrovia Roma-Cassino-Napoli.

## Amministrazione
Nel 1927, a seguito del riordino delle circoscrizioni provinciali stabilito dal regio decreto n. 1 del 2 gennaio 1927, per volontà del governo Mussolini, quando venne istituita la provincia di Frosinone, Paliano passò dalla provincia di Roma a quella di Frosinone.

## Sport

### Calcio
- Polisportiva Città di Paliano che nel campionato 2023-24 milita nel campionato maschile di Eccellenza.

### Pallavolo
- Caschera Pallianus Pileum Volley che nel campionato 2019-2020 milita nel campionato maschile di Serie C.[14]

### Tennis
È presente un circolo affiliato alla Federazione Italiana Tennis: ASD Martes.

### Impianti sportivi
- Stadio Piergiorgio Tintisona